# Nacido en Siria
Nacido en Siria es un documental dirigido por Hernán Zin y producido por Contramedia Films, La Claqueta PC y Final Cut for Real. El documental nos narra la vida de 7 niños refugiados que abandonaron Siria con el objetivo de llegar a Europa en busca de alternativas a la guerra. Esta obra estrenada el 6 de noviembre de 2016 fue la segunda producción de carácter bélico-narrativa llevada a cabo por este periodista argentino tras Nacido en Gaza.

## Argumento
12 millones de Sirios abandonaron su país natal desde que comenzó la guerra por temor a la violencia, la mayoría de estos refugiados son niños que acompañan a algún familiar y Nacido en Siria cuenta las dificultades por las que han tenido que pasar algunos menores como Marwan, víctimas de calvarios relacionados con la droga, el naufragio y la pobreza. No obstante, la llegada a los destinos europeos no pone fin a estos problemas, ya que la integración social en un territorio desconocido suele desembarcar en conflictos raciales, sobre todo durante la época del mayor éxodo de refugiados desde la Segunda Guerra Mundial.
La película narra las duras travesías que han tenido que vivir las familias de Siria en su huida hacia ciudades como Berlín, Atenas o Belgrado, pasando por asentamientos como el de Oxi donde no había hueco para ellos. El papel que juegan los países europeos en este conflicto queda reflejado mediante los recuerdos de los niños, mientras en Austria les regalaban juguetes y comida, en Hungría a penas tenían acceso a una higiene básica.
El contraste entre la felicidad plena de un niño y las numerosas secuelas físicas que provoca una guerra a través de las escenas captadas durante el documental refleja la actualidad de los ciudadanos sirios, el mensaje transmitido hace hincapié en los periplos para huir de un país que afronta conflictos bélicos, mostrando que el pueblo es el auténtico damnificado.

## Principales protagonistas
- Marwan: viajó con sus hermanas y sus padres en patera hasta la isla de Lesbos, asustado por encontrarse unas cabezas decapitadas nos cuenta su travesía desde que sus padres decidieron huir por Turquía.
- Arasulí: Su familia tuvo que pagar entre 4800 y 5800 euros a las mafias para llegar a un campo de refugiados al cual no podían acceder.
- Gaseem: pasó semanas durmiendo en estaciones de Budapest y se vio forzado a alejarse de sus padres que se quedaron en Damasco para cuidar de sus abuelos.
- Jihan: huyó con su padre hasta Berlín, separándose del resto de su familia, ya que no tenían suficientes recursos para viajar todos juntos.
- Kaís: Estaba volviendo a casa del trabajo y fue bombardeado por un avión, durante ese ataque sufrió grandes heridas y perdió a su padre, quién le acompañaba en ese momento.
- Hamude: Viajó con su tío Mahmud después de que murieran sus padres, se vio obligado a separarse de su hermano que se desplazó con su otro tío hasta que pudieron reunirse de nuevo en Alemania.
- Mohammed: Estuvo en el campo de la vergüenza de Idomeni, su madre tuvo que huir antes que el resto de su familia para iniciar un tratamiento contra el cáncer.[2]

## Valoraciones y críticas
“Si cabe reprochar algo es la brillantez de las imágenes. Casi pueden parecer hermosas. Zin no va soltando mensajes, ni falta que hace. hay que ser de corcho para que no te afecte. ” Federico Mallín Berón (ABC)
“Una llamada oportuna a la conciencia.” Jonathan Holland (Hollywood Reporter)
"El director ha conseguido un clímax imprescindible en este documental, utiliza historias paralelas y sus destinos hacen que sea imposible despegarte de la pantalla." Diego Da Costa (e-cartelera)
“El autor ha moderado su preciosismo y modula de forma desordenada su apuesta por continuar el drama mediante la piel y la voz de los niños. ” Carlos Marañón (Cinemanía)

## Nominaciones y premios
| Premios obtenidos     | Sección |
| --------------------- | --- |
| Premios Forqué (2017) | Mejor largometraje documental / Best Documentary Feature Film - Premio José María Forqué / José María Forqué Award |

| Participación en Festivales                               | Sección                                                                 |
| --------------------------------------------------------- | ----------------------------------------------------------------------- |
| Festival Internacional De Cine De Derechos Humanos (2017) | Foco Mediterráneo                                                       |
| Festival Internacional De Cine De Derechos Humanos (2017) | Programación en competencia                                             |
| Festival Internacional De Cine De Mar Del Plata (2016)    | Panorama                                                                |
| Festival Internacional De Cine De Mar Del Plata (2016)    | Ventana Documental                                                      |
| Premios Goya (2017)                                       | Nominación Mejor película documental / Best Documentary Feature Nominee |
| Sevilla Festival De Cine Europeo (2016)                   | Las Nuevas Olas                                                         |